# Эуряпяский уезд
Эуряпяский уезд (швед. Äyräpää härad, фин. Äyräpään kihlakunta; в литературе также встречаются варианты Эуряпясский, Эурепяский, Эюрэпэский, Эурапягский и др.) — административно-территориальная единица Выборгской губернии. Образован после 1811 года, упразднён вместе с губернией в 1940 году. Ныне большая часть уезда входит в Выборгский район, меньшая — в Приозерский район Ленинградской области.

## История
Образован из части земель Выборгского уезда, разукрупнённого после присоединения Выборгской губернии к Великому княжеству Финляндскому. Первоначально подразделялся на кирхшпили (приходы, волости) во главе с ленсманами; в составе самых больших приходов имелись также капелланства. К 1910 году подразделялся на 5 приходов (волостей): 
- Хениоки;
- Моло;
- Кивеннапа;
- Раутус;
- Валкъярви.

По состоянию на 1910 год площадь уезда составляла 2652,9 км², а население (на 31.12.1908) — 50 975 чел.
В 1937 значительная часть территории была передана в воссозданный Выборгский уезд; оставшаяся часть, получившая название Райяйокского уезда (фин. Rajajoen kihlakunta), к 1940 году подразделялась на 4 волости (общины): 
- Кивеннапа;
- Рауту;
- Териоки;
- Валкъярви.

По состоянию на 01.01.1938 площадь уезда составляла 1494,12 км², а население (на 31.12.1939) — 31 428 чел.
Согласно условиям Московского мирного договора большая часть Выборгской губернии, включая Выборг и Карельский перешеек, отошли от Финляндии к СССР, вследствие чего уезд был упразднён.